# Raharizonina nigrina
Raharizonina nigrina är en skalbaggsart som först beskrevs av Reé Michel Quentin och Jean François Villiers 1978.  Raharizonina nigrina ingår i släktet Raharizonina och familjen långhorningar. Inga underarter finns listade i Catalogue of Life.